# Kim Graham
Kimberly Elaine "Kim" Graham-Miller (née le 26 mars 1971 à Durham) est une athlète américaine spécialiste du 400 mètres.
Elle s'illustre durant la saison 1995 en remportant la médaille d'or du relais 4 × 400 m des Championnats du monde de Göteborg, aux côtés de Rochelle Stevens, Camara Jones et Jearl Miles. L'année suivante, l'équipe américaine (composée de Rochelle Stevens, Maicel Malone, Kim Graham et Jearl Miles) monte sur la plus haute marche du podium des Jeux olympiques d'Atlanta en réalisant le temps de 3 min 20 s 91.
Sa meilleure performance sur 400 m est de 50 s 69, établie le 21 juin 1998 à La Nouvelle-Orléans.

## Palmarès
| Année | Compétition           | Lieu     | Résultat | Épreuve   |
| ----- | --------------------- | -------- | -------- | --------- |
| 1995  | Championnats du monde | Göteborg | 1re      | 4 × 400 m |
| 1996  | Jeux olympiques       | Atlanta  | 1re      | 4 × 400 m |
| 1997  | Championnats du monde | Athènes  | 2e       | 4 × 400 m |